# Lavoisiera adamantium
Lavoisiera adamantium är en tvåhjärtbladig växtart som beskrevs av Henrique Lamahyer de Mello Barreto och Pedersoli. Lavoisiera adamantium ingår i släktet Lavoisiera och familjen Melastomataceae. Inga underarter finns listade i Catalogue of Life.